# Ellen Duurloo
Ellen Margrethe Duurloo (født 1. november 1888 i København, død 23. januar 1960 på Frederiksberg) var en dansk journalist, forfatter og oversætter.
Efter skolegangen på Marie Kruses Skole, som hun forlod 1902 uden eksamen tog Ellen Durloo forskellige kurser og studerede sprog i Schweiz. Hun var fra 1917 til 1924 journalist ved Nationaltidende og kom derefter til Social-Demokraten, Morgenbladet og Berlingske Tidende.
Hun debuterede i 1919 med to børnebøger, Lise og de to Smaa og Tykke og hans Søster, der handler om om en enke, hendes tre børn og deres nye stedfader. Den anderledes familieform blev gennemgående i hendes forfatterskab. Hun udgav endnu en børnebog, Zigøjnerpigen, i 1934. Hun var blandt 1930'ernes mest læste børnebogsforfattere. Som voksenforfatter slog hun igennem med trilogien Han skal herske over dig, At elske og Gud er Kærlighed, udgivet i 1939, 1940 og 1941, der rummer flere selvbiografiske træk. Det gennemgående tema i flere af de følgende voksenromaner er erotik.
I alt skrev hun cirka 60 bøger for børn og unge og skrev desuden en række ugebladsnoveller og romaner for voksne. Nogle af børnebøgerne blev udgivet under pseudonymer som Grete Lund, Jan Peiter og Margrethe Skovsted.
Flere af børnebøgerne blev oversat til norsk, svensk, hollandsk og tjekkisk, en del af ugebladsnovellerne blev oversat til svensk og norsk, og frem til nazisternes magtovertagelse i 1933 også til tysk. Derudover oversatte hun selv omkring 15 svenske og norske børnebøger.
Ellen Duurloo modtog to mindre legater, Emma Bærentzens Legat og Ida Suhrs Legat.